# Konferencja Episkopatu Polski

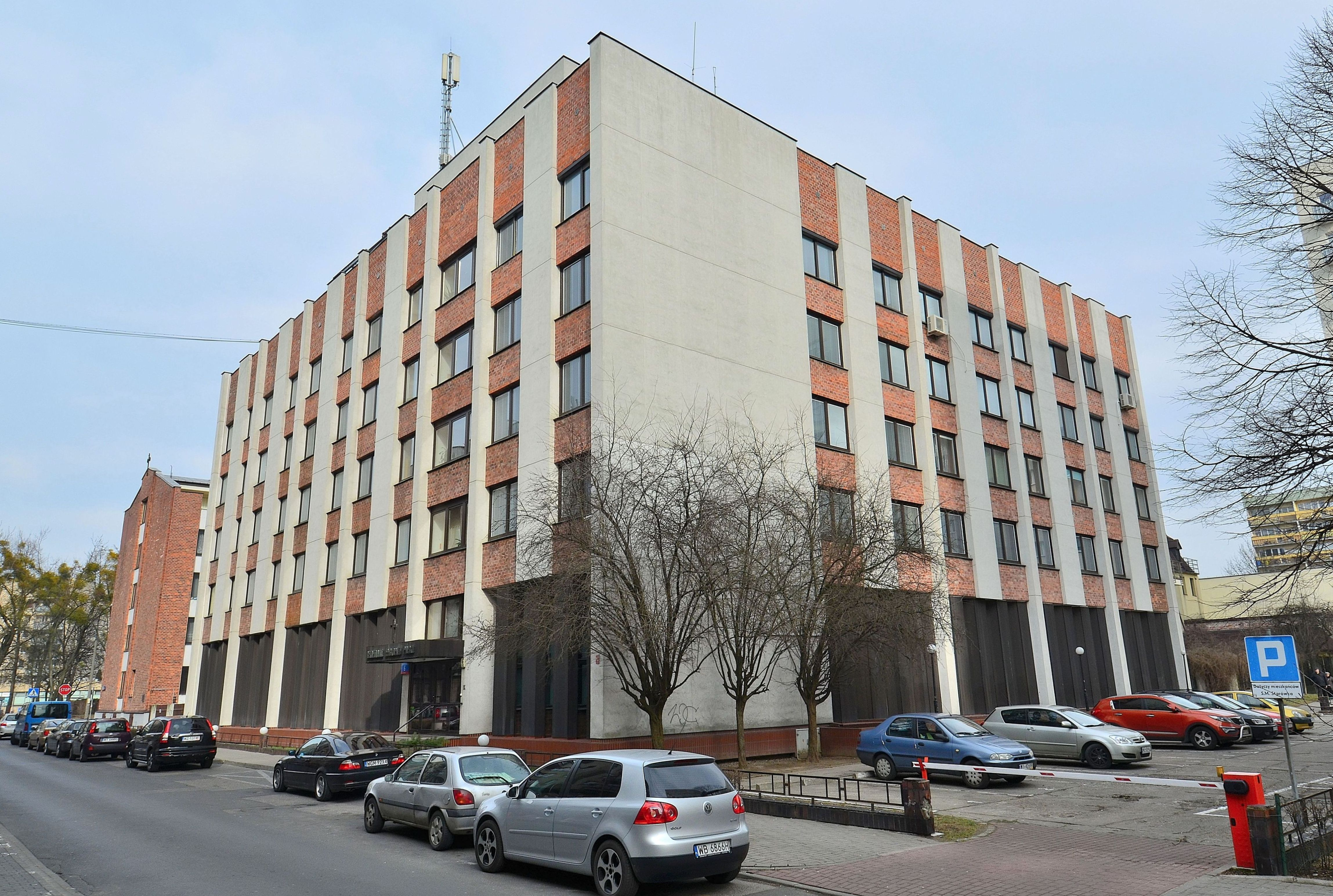
Sekretariat KEP

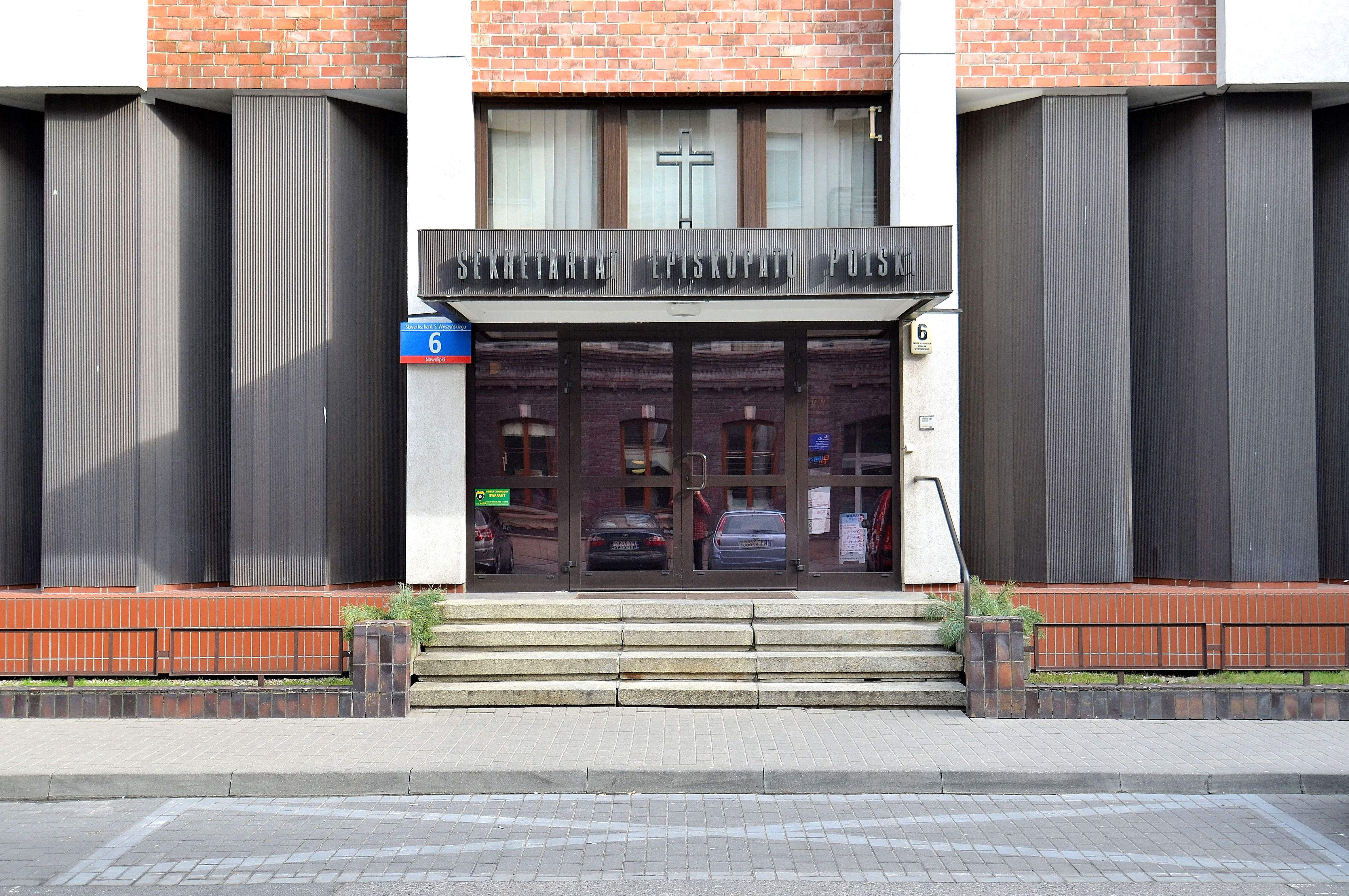
Wejście do budynku

Konferencja Episkopatu Polski (w skrócie: KEP, łac. Conferentia Episcoporum Poloniae) – w Kościele katolickim w Polsce konferencja episkopatu zrzeszająca biskupów z Polski, mająca na celu koordynację prac biskupów i współpracę w rozwiązywaniu wspólnych problemów.
Biskupi w Polsce zrzeszają się w konferencje od roku 1918. Konferencja episkopatu Kościoła katolickiego w Polsce posiada osobowość prawną z siedzibą w Warszawie.
Od roku 1918 ogół biskupów polskich tworzy plenarną konferencję episkopatu. Powstanie krajowej Konferencji Episkopatu Polski zbiegło się w czasie z wejściem w życie kodeksu prawa kanonicznego. W okresie okupacji w latach 1939–1944 po wyjeździe do Rzymu (w porozumieniu z rządem i nuncjuszem apostolskim abp. Filippem Cortesim) prymasa kard. Augusta Hlonda we wrześniu 1939, faktyczną głową Kościoła w Polsce był kard. Adam Sapieha, który dwukrotnie doprowadził do konferencji plenarnych episkopatu Generalnego Gubernatorstwa, które odbyły się w Krakowie 5 maja 1942 i 8 czerwca 1943.
Pomimo sprzeciwu rządu w Londynie, 20 lipca 1945 wrócił z emigracji do Poznania prymas kard. August Hlond. Na mocy uprawnień otrzymanych od Stolicy Apostolskiej 8 sierpnia 1945, kard. August Hlond zorganizował na tzw. Ziemiach Odzyskanych cztery odrębne jednostki administracyjne jako przyszłe diecezje katolickie, oraz mianował pięciu polskich administratorów ad nutum Sanctae Sedis.
Od roku 1963 biskupi pomocniczy otrzymali takie same uprawnienia, jak biskupi diecezjalni.

## Skład Konferencji Episkopatu Polski
Członkowie Konferencji Episkopatu Polski według statutu:
- prymas Polski, zachowujący honorowe pierwszeństwo wśród biskupów polskich
- kardynałowie i arcybiskupi metropolici
- biskupi diecezjalni
- biskupi pomocniczy
- biskupi polowi Wojska Polskiego
- biskupi obrządku greckokatolickiego
- biskupi tytularni
- biskupi koadiutorzy oraz inni z terenu Polski z polecenia Stolicy Apostolskiej

Biskupi seniorzy, o ile nie są członkami komisji, rad, zespołów i nie pełnią funkcji zleconych im przez Konferencję Episkopatu Polski, nie są członkami Konferencji, ale są zaproszeni na zebrania plenarne, podczas których mają głos doradczy.
Od 7 października 2009 obowiązuje nowy statut Konferencji Episkopatu Polski, który m.in. wzmocnił pozycję biskupów diecezjalnych, określił obowiązki prymasa Polski oraz poszerzył Radę Stałą Konferencji Episkopatu Polski. Prawo głosu w Konferencji Episkopatu Polski przysługuje wszystkim biskupom, z wyjątkiem zmian dot. statutu, gdy głos mają wyłącznie biskupi diecezjalni, ci którzy są z nimi prawnie zrównani oraz biskupi koadiutorzy.

## Struktura Konferencji Episkopatu Polski

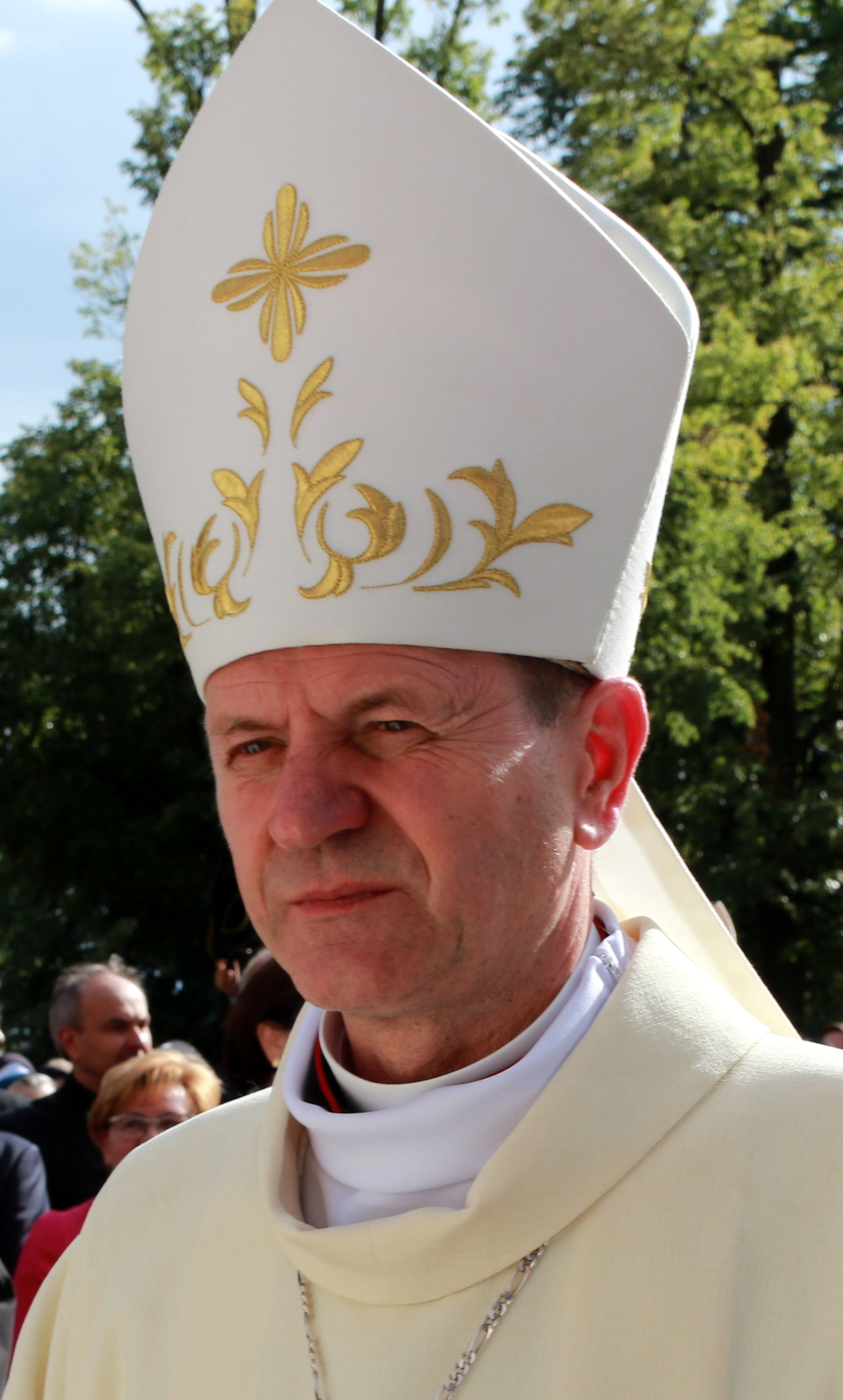
Abp Tadeusz Wojda – przewodniczący Konferencji Episkopatu Polski

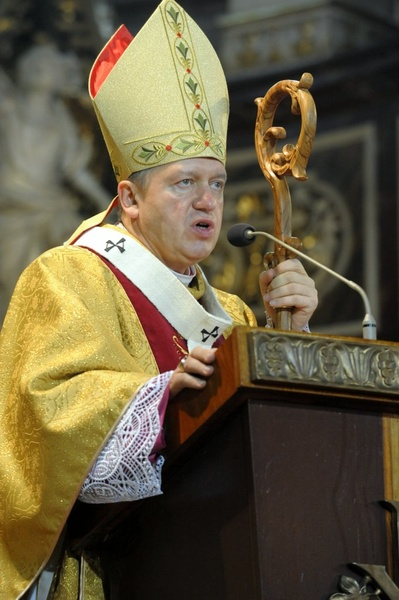
Abp Józef Kupny – zastępca przewodniczącego Konferencji Episkopatu Polski

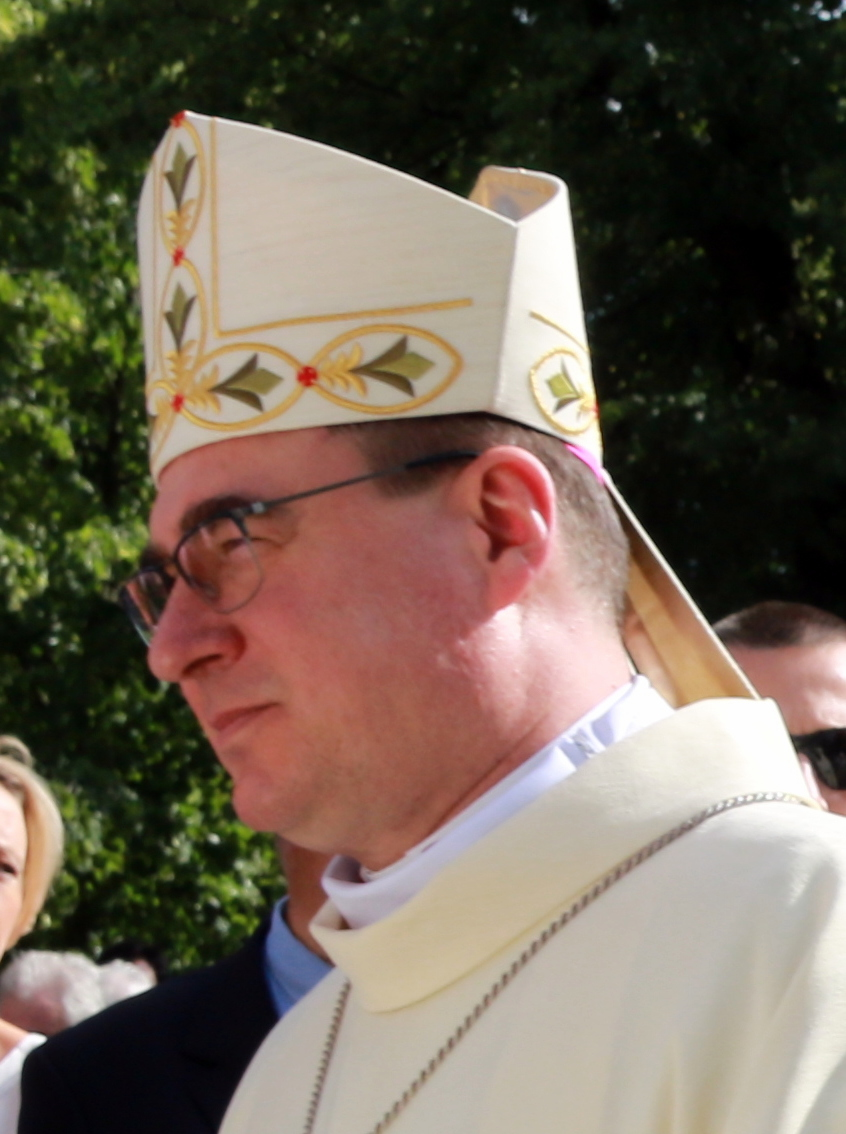
Bp Marek Marczak –
sekretarz generalny Konferencji Episkopatu Polski

Zebranie plenarne (posiedzenie wszystkich biskupów)
Rada biskupów diecezjalnych
Prezydium (wybierane raz na 5 lat w tajnym głosowaniu arcybiskupów i biskupów diecezjalnych)
- przewodniczący – abp Tadeusz Wojda (od 14 marca 2024)
- wiceprzewodniczący – abp Józef Kupny (od 14 marca 2024)
- sekretarz generalny – bp Marek Marczak (od 10 czerwca 2024)

Rada Stała
- przewodniczący – abp Tadeusz Wojda
- wiceprzewodniczący – abp Józef Kupny
- prymas Polski – abp Wojciech Polak
- kardynał kierujący diecezją – kard. Grzegorz Ryś
- sekretarz generalny – bp Marek Marczak
- 6 biskupów diecezjalnych (wybieranych raz na 5 lat) – bp Andrzej Czaja, abp Wacław Depo, abp Adrian Galbas, abp Józef Górzyński, bp Sławomir Oder, abp Wiesław Śmigiel,
- 2 biskupów pomocniczych (wybieranych raz na 5 lat) – bp Marian Florczyk, Jacek Kiciński

Komisje (ich członkami mogą być wyłącznie biskupi)
- Nauki Wiary – przewodniczący abp Stanisław Budzik
- Wychowania Katolickiego – przewodniczący bp Wojciech Osial
- ds. Kultu Bożego i Dyscypliny Sakramentów – przewodniczący bp Piotr Greger
- ds. Muzyki Kościelnej- przewodniczący bp Piotr Greger
- ds. Duchowieństwa – przewodniczący abp Wojciech Polak
- ds. Duszpasterstwa – przewodniczący bp Andrzej Czaja
- ds. Misji – przewodniczący bp Jan Piotrowski
- Charytatywna – przewodniczący bp Wiesław Szlachetka
- ds. Instytutów Życia Konsekrowanego, Stowarzyszeń Życia Apostolskiego – przewodniczący bp Jacek Kiciński
- Maryjna – przewodniczący abp Wacław Depo
- Mieszana – Biskupi, Wyżsi Przełożeni Zakonni – przewodniczący bp Marek Marczak
- ds. Duszpasterstwo Emigracji Polskiej – przewodniczący - wakat
- Rewizyjna – przewodniczący abp Stanisław Budzik

Rady (ich członkami mogą być również inni kapłani i świeccy)
- ds. Rodziny – przewodniczący abp Wiesław Śmigiel
- Naukowa – przewodniczący abp Marek Jędraszewski
- ds. Ekumenizmu – przewodniczący bp Jacek Jezierski
- ds. Dialogu Religijnego – przewodniczący kard. Grzegorz Ryś
- ds. Apostolstwa Świeckich – przewodniczący abp Adrian Galbas
- ds. Społecznych – przewodniczący bp Marian Florczyk
- ds. Duszpasterstwa Młodzieży – przewodniczący bp Grzegorz Suchodolski
- ds. Kultury i Ochrony Dziedzictwa Kulturalnego – przewodniczący bp Michał Janocha
- ds. Środków Społecznego Przekazu – przewodniczący bp Rafał Markowski
- ds. Turystyki i Pielgrzymek – przewodniczący bp Piotr Przyborek[8]
- ds. Migrantów i Uchodźców – przewodniczący bp Krzysztof Zadarko
- Prawna – przewodniczący bp Ryszard Kasyna
- Ekonomiczna – przewodniczący bp Jan Piotrowski

Zespoły (ich członkami mogą być również inni kapłani i świeccy)
- ds. Kontaktów z Konferencją Episkopatu Francji – przewodniczący bp Jan Piotrowski
- ds. Kontaktów z Konferencją Episkopatu Litwy – przewodniczący bp Romuald Kamiński
- ds. Kontaktów z Konferencją Episkopatu Niemiec – przewodniczący abp Stanisław Budzik
- ds. Kontaktów z Przedstawicielami Kościoła greckokatolickiego na Ukrainie – przewodniczący bp Arkadiusz Trochanowski
- ds. Kontaktów z Polską Radą Ekumeniczną – przewodniczący bp Jacek Jezierski
- Pomocy Kościołowi na Wschodzie – przewodniczący bp Krzysztof Chudzio
- ds. Kontaktów z Rosyjskim Kościołem Prawosławnym – przewodniczący abp Wojciech Polak
- ds. Stypendiów Naukowych i Językowych – przewodniczący bp Henryk Wejman
- ds. Dialogu – przewodniczący podzespołów bp Adam Bab, bp Roman Pindel, bp Adrian Put, bp Jacek Jezierski, bp Henryk Wejman
- ds. Apostolstwa Trzeźwości i Osób Uzależnionych – przewodniczący bp Tadeusz Bronakowski
- Programowy ds. Telewizyjnych Transmisji Mszy św. – przewodniczący abp Józef Górzyński
- ds. Ruchów Intronizacyjnych – przewodniczący bp Andrzej Czaja
- ds. Duszpasterstwa Służby Zdrowia – przewodniczący bp Romuald Kamiński
- Ekspertów ds. Bioetycznych – przewodniczący: bp Józef Wróbel
- ds. Sanktuariów – przewodniczący bp Henryk Ciereszko
- Biskupów ds. Duszpasterskiej Troski o Radio Maryja – przewodniczący Bp Arkadiusz Okroj
- ds. Nowej Ewangelizacji – przewodniczący bp Artur Ważny
- ds. Nowelizacji Regulaminu KEP – przewodniczący bp Krzysztof Wętkowski
- ds. Katolickiego Stowarzyszenia Młodzieży – przewodniczący bp Adam Bab

Rzecznik
- o. Leszek Gęsiak SJ

Kościelna Komisja Konkordatowa
- bp Artur Miziński

## Przewodniczący Episkopatu Polski
- 1919–1926 – kard. Edmund Dalbor
- 1926–1948 – kard. August Hlond SDB (prymas Hlond zwoływał obrady, ale ich przewodnictwo przekazywał Aleksandrowi Kakowskiemu, który nosił tytuł prymasa Królestwa Polskiego)
- 1948–1953 – kard. Stefan Wyszyński
- 1953–1956 – bp Michał Klepacz
- 1956–1981 – kard. Stefan Wyszyński
- 1981–2004 – kard. Józef Glemp (od 1994 z wyboru)
- 2004–2014 – abp Józef Michalik
- 2014–2024 – abp Stanisław Gądecki
- od 2024 – abp Tadeusz Wojda SAC

## Wiceprzewodniczący Episkopatu Polski
- 1969–1978 – kard. Karol Wojtyła
- 1979–1994 – kard. Franciszek Macharski
- 1994–1999 – abp Henryk Muszyński
- 1999–2004 – abp Józef Michalik
- 2004–2014 – abp Stanisław Gądecki
- 2014–2024 – abp Marek Jędraszewski
- od 2024 – abp Józef Kupny

## Sekretarze generalni
- 1918–1919 – bp Antoni Julian Nowowiejski
- 1919–1925 – bp Henryk Przeździecki
- 1925–1926 – bp Romuald Jałbrzykowski
- 1926–1946 – bp Stanisław Kostka Łukomski
- 1946–1968 – bp Zygmunt Choromański
- 1969–1993 – abp Bronisław Dąbrowski
- 1993–1998 – bp Tadeusz Pieronek
- 1998–2007 – bp Piotr Libera
- 2007–2011 – bp Stanisław Budzik[9]
- 2011–2014 – bp Wojciech Polak
- 2014–2024 – bp Artur Miziński
- od 2024 – bp Marek Marczak

## Zastępcy sekretarzy generalnych
- 1982–1991 – bp Jerzy Dąbrowski
- 1989–1994 – bp Alojzy Orszulik
- 1992–1993 – bp Tadeusz Pieronek
- 1994–1994 – bp Piotr Jarecki
- 1994–1998 – ks. Marian Subocz
- 1998–2008 – ks. Lucjan Skolik
- od 2009 – ks. Jarosław Mrówczyński